# 2. Bundesliga 2019-20
La temporada 2019-20 de la 2. Bundesliga correspondió a la 46.ª edición de la Segunda División de Alemania. La fase regular comenzó a disputarse el 26 de julio de 2019 y terminó el 28 de junio de 2020.

## Sistema de competición
Participaron en la 2. Bundesliga 18 clubes que, siguiendo un calendario establecido por sorteo, se enfrentaron entre sí en dos partidos, uno en terreno propio y otro en campo contrario. El ganador de cada partido obtuvo tres puntos, el empate otorgó un punto y la derrota, cero puntos.
El torneo se disputó entre los meses de julio de 2019 y junio de 2020, esta temporada se alargó hasta dicho mes debido a la pandemia de COVID-19 en Alemania, el campeonato se suspendió durante dos meses. Al término de la temporada, los dos primeros clasificados ascendieron a la 1. Bundesliga, y el tercer clasificado disputó su ascenso con el antepenúltimo clasificado de la 1. Bundesliga. Los dos últimos descendieron a la 3. Liga y el antepenúltimo clasificado disputó su permanencia con el tercer clasificado de la 3. Liga.

## Efectos de la pandemia de coronavirus
Debido a la pandemia de COVID-19 en Alemania, el 8 de marzo de 2020 el Ministro Federal de Salud, Jens Spahn recomendó cancelar eventos con más de 1000 personas. Al día siguiente, la DFL anunció que la temporada de la 2. Bundesliga se completaría para garantizar la planificación de la siguiente temporada, y que cualquier aplazamiento sería para días de partido en conjunto. En los días siguientes, Timo Hübers, Jannes Horn (ambos de Hannover 96), Fabian Nürnberger (1. FC Nürnberg) y Stefan Thesker (Holstein Kiel) dieron positivo para COVID-19, que requiere que todos los jugadores del primer equipo de los tres clubes se pongan en cuarentena. Los partidos de la jornada 26 (13–15 de marzo) se jugaron sin espectadores, cuando fue necesario, debido a restricciones locales en las reuniones públicas, pero la ronda se pospuso posteriormente el 13 de marzo debido a problemas de seguridad. El 16 de marzo, la asamblea general de DFL suspendió la liga hasta al menos el 2 de abril y programó otra reunión para la última semana de marzo para discutir cómo debe proceder la competencia. El Comité Ejecutivo de DFL luego recomendó que la Asamblea General, en su reunión del 31 de marzo, extienda la suspensión hasta al menos el 30 de abril, lo que se confirmó después de esa reunión.
El DFL comenzó a buscar posibles escenarios para terminar la temporada regularmente. Sin embargo, varios virólogos plantearon dudas, afirmando que cualquier partido de fútbol profesional en Alemania, incluidos aquellos a puerta cerrada, no son realistas durante al menos los próximos 12 meses.
El 3 de abril de 2020, la DFL informó que la situación financiera de la mayoría de los equipos era más grave de lo que se pensaba, 13 de los 36 clubes de fútbol profesional de la 1. Bundesliga y 2. Bundesliga, incluidos nueve clubes de la 2. Bundesliga, tendrían que declararse en quiebra en mayo o junio a menos que las operaciones de la liga se reanudaran para entonces. Doce de esos clubes ya habían utilizado las tarifas de licencia pendientes (que dependen de la temporada que se continúe) para pagar sus deudas de marzo a los acreedores. En su reunión del 31 de marzo, la DFL había decidido que los clubes que ingresen a procedimientos de insolvencia esta temporada no sufrirán la deducción habitual de puntos, y los clubes que ingresen a los procedimientos en los próximos meses solo podrán perder tres en lugar de los nueve puntos habituales. Después de permitir que los equipos vuelvan a entrenar de manera limitada, la liga volverá el 16 de mayo para jugar luego de la aprobación de las autoridades locales. El 9 de mayo de 2020, dos jugadores del Dinamo Dresde dieron positivo por COVID-19, requiriendo una cuarentena de 14 días para todo el primer equipo y el personal de entrenamiento, evitando así cumplir con su partido programado para el 17 de mayo contra Hannover 96. El 14 de mayo, después de una reunión de todos los clubes, se permitirán cinco sustituciones, lo cual ha sido permitido temporalmente por la IFAB luego de una propuesta de FIFA para disminuir el impacto en la organización de los calendarios. La emisora Sky Sport anunció que durante las dos primeras semanas después del reinicio, la Bundesliga y la 2. Bundesliga serán con transmisión simultánea de los partidos y se mostrarán en televisión en vivo  y señal abierta en Alemania, para evitar reuniones de personas sin suscripciones de televisión pagada.

## Relevos
| Pos  | Descendidos de la 1. Bundesliga |
| ---- | ------------------------------- |
| 16.° | Stuttgart                       |
| 17.º | Hannover 96                     |
| 18.º | Núremberg                       |

| Pos | Ascendidos de la 2. Bundesliga |
| --- | ------------------------------ |
| 1.º | Colonia                        |
| 2.º | Paderborn 07                   |
| 3.° | Union Berlín                   |

| Pos  | Descendidos de la 2. Bundesliga |
| ---- | ------------------------------- |
| 16.° | Ingolstadt 04                   |
| 17.º | Magdeburgo                      |
| 18.º | Duisburgo                       |

| Pos | Ascendidos de la 3. Liga |
| --- | ------------------------ |
| 1.º | Osnabrück                |
| 2.º | Karlsruher               |
| 3.° | Wehen Wiesbaden          |

### Clubes participantes
| Club                  | Ciudad                  | Estadio                        | Aforo  |
| --------------------- | ----------------------- | ------------------------------ | ------ |
| Arminia Bielefeld     | Bielefeld               | SchücoArena                    | 27 300 |
| Dinamo Dresde         | Dresde                  | Rudolf-Harbig-Stadion          | 32 066 |
| FC Erzgebirge Aue     | Aue                     | Erzgebirgsstadion              | 16 000 |
| Greuther Fürth        | Fürth                   | Sportpark Ronhof Thomas Sommer | 18 000 |
| 1. FC Heidenheim 1846 | Heidenheim an der Brenz | Voith-Arena                    | 10 001 |
| F.C. Núremberg        | Núremberg               | Max-Morlock-Stadion            | 46 780 |
| FC St. Pauli          | Hamburgo                | Millerntor-Stadion             | 29 546 |
| Hamburgo S.V.         | Hamburgo                | Volksparkstadion               | 57 000 |
| Hannover 96           | Hannover                | HDI-Arena                      | 49 000 |
| Holstein Kiel         | Kiel                    | Holstein-Stadion               | 15 034 |
| Jahn Regensburg       | Ratisbona               | Arena Regensburg               | 15 224 |
| Karlsruher SC         | Karlsruhe               | Wildparkstadion                | 32 306 |
| SV Darmstadt 98       | Darmstadt               | Merck-Stadion am Böllenfalltor | 16 500 |
| SV Wehen Wiesbaden    | Wiesbaden               | BRITA-Arena                    | 12 250 |
| VfL Osnabrück         | Osnabrück               | Stadion an der Bremer Brücke   | 16 667 |
| SV Sandhausen         | Sandhausen              | BWT-Stadion am Hardtwald       | 12 100 |
| VfB Stuttgart         | Stuttgart               | Mercedes-Benz Arena            | 60 441 |
| VfL Bochum            | Bochum                  | Vonovia Ruhrstadion            | 30 748 |

### Equipos porLänder
| Región                      | N.º | Equipos                                        |
| --------------------------- | --- | ---------------------------------------------- |
| Baden-Württemberg           | 4   | Karlsruher, Heidenheim, Sandhausen y Stuttgart |
| Baviera                     | 3   | Jahn Regensburg, Greuther Fürth y Núremberg    |
| Renania del Norte-Westfalia | 2   | Arminia Bielefeld y Bochum                     |
| Sajonia                     | 2   | Dinamo Dresde y Erzgebirge Aue                 |
| Baja Sajonia                | 2   | Hannover 96 y Osnabrück                        |
| Hamburgo                    | 2   | St. Pauli y Hamburgo                           |
| Hesse                       | 2   | Darmstadt 98 y Wehen Wiesbaden                 |
| Schleswig-Holstein          | 1   | Holstein Kiel                                  |

## Clasificación
| Pos. | Equipo            | Pts. | PJ | G  | E  | P  | GF | GC | Dif. | Clasificación 2020-21                |
| ---- | ----------------- | ---- | -- | -- | -- | -- | -- | -- | ---- | ------------------------------------ |
| 1    | Arminia Bielefeld | 68   | 34 | 18 | 14 | 2  | 65 | 30 | +35  | Asciende a 1. Bundesliga             |
| 2    | Stuttgart         | 58   | 34 | 17 | 7  | 10 | 62 | 41 | +21  | Asciende a 1. Bundesliga             |
| 3    | Heidenheim        | 55   | 34 | 15 | 10 | 9  | 45 | 36 | +9   | Promoción de ascenso a 1. Bundesliga |
| 4    | Hamburgo          | 54   | 34 | 14 | 12 | 8  | 62 | 46 | +16  |                                      |
| 5    | Darmstadt 98      | 52   | 34 | 13 | 13 | 8  | 48 | 43 | +5   |                                      |
| 6    | Hannover 96       | 48   | 34 | 13 | 9  | 12 | 54 | 49 | +5   |                                      |
| 7    | Erzgebirge Aue    | 47   | 34 | 13 | 8  | 13 | 46 | 48 | −2   |                                      |
| 8    | Bochum            | 46   | 34 | 11 | 13 | 10 | 53 | 51 | +2   |                                      |
| 9    | Greuther Fürth    | 44   | 34 | 11 | 11 | 12 | 46 | 45 | +1   |                                      |
| 10   | Sandhausen        | 43   | 34 | 10 | 13 | 11 | 43 | 45 | −2   |                                      |
| 11   | Holstein Kiel     | 43   | 34 | 11 | 10 | 13 | 53 | 56 | −3   |                                      |
| 12   | Jahn Regensburg   | 43   | 34 | 11 | 10 | 13 | 50 | 56 | −6   |                                      |
| 13   | Osnabrück         | 40   | 34 | 9  | 13 | 12 | 46 | 48 | −2   |                                      |
| 14   | St. Pauli         | 39   | 34 | 9  | 12 | 13 | 41 | 50 | −9   |                                      |
| 15   | Karlsruher        | 37   | 34 | 8  | 13 | 13 | 45 | 56 | −11  |                                      |
| 16   | Núremberg         | 37   | 34 | 8  | 13 | 13 | 45 | 58 | −13  | Promoción de descenso a 3. Liga      |
| 17   | Wehen Wiesbaden   | 34   | 34 | 9  | 7  | 18 | 45 | 65 | −20  | Desciende a 3. Liga                  |
| 18   | Dinamo Dresde     | 32   | 34 | 8  | 8  | 18 | 32 | 58 | −26  | Desciende a 3. Liga                  |

 Fuente: Soccerway.com
Criterios de clasificación: 1) Puntos; 2) Diferencia de goles; 3) Goles marcados

## Evolución de las posiciones
| Jornada / Equipo  | 1  | 2  | 3  | 4  | 5  | 6  | 7  | 8  | 9  | 10 | 11 | 12 | 13 | 14 | 15 | 16 | 17 | 18 | 19 | 20 | 21 | 22 | 23 | 24 | 25 | 26 | 27 | 28 | 29 | 30 | 31 | 32 | 33 | 34 |
| Jornada / Equipo  |    |    |    |    |    |    |    |    |    |    |    |    |    |    |    |    |    |    |    |    |    |    |    |    |    |    |    |    |    |    |    |    |    |    |
| ----------------- | -- | -- | -- | -- | -- | -- | -- | -- | -- | -- | -- | -- | -- | -- | -- | -- | -- | -- | -- | -- | -- | -- | -- | -- | -- | -- | -- | -- | -- | -- | -- | -- | -- | -- |
| Arminia Bielefeld | 10 | 11 | 7  | 2  | 5  | 3  | 3  | 3  | 3  | 3  | 2  | 2  | 1  | 2  | 1  | 1  | 1  | 1  | 1  | 1  | 1  | 1  | 1  | 1  | 1  | 1  | 1  | 1  | 1  | 1  | 1  | 1  | 1  | 1  |
| Stuttgart         | 5  | 7  | 2  | 3  | 2  | 1  | 1  | 1  | 2  | 2  | 3  | 3  | 3  | 3  | 3  | 3  | 3  | 3  | 3  | 3  | 3  | 3  | 2  | 2  | 2  | 3  | 3  | 2  | 2  | 2  | 3  | 2  | 2  | 2  |
| Heidenheim        | 1  | 4  | 9  | 12 | 11 | 9  | 4  | 5  | 7  | 7  | 5  | 6  | 4  | 6  | 4  | 4  | 4  | 4  | 4  | 5  | 4  | 4  | 4  | 4  | 4  | 4  | 4  | 4  | 4  | 4  | 4  | 4  | 3  | 3  |
| Hamburgo          | 11 | 3  | 1  | 1  | 1  | 2  | 2  | 2  | 1  | 1  | 1  | 1  | 2  | 1  | 2  | 2  | 2  | 2  | 2  | 2  | 2  | 2  | 3  | 3  | 3  | 2  | 2  | 3  | 3  | 3  | 2  | 3  | 4  | 4  |
| Darmstadt 98      | 7  | 6  | 13 | 11 | 16 | 14 | 15 | 16 | 17 | 15 | 11 | 14 | 13 | 10 | 12 | 13 | 12 | 12 | 11 | 11 | 11 | 9  | 7  | 6  | 6  | 7  | 5  | 5  | 5  | 5  | 5  | 5  | 5  | 5  |
| Hannover 96       | 13 | 12 | 8  | 10 | 12 | 15 | 13 | 15 | 11 | 12 | 14 | 13 | 15 | 16 | 14 | 12 | 14 | 13 | 13 | 14 | 12 | 12 | 14 | 12 | 9  | 11 | 9  | 9  | 11 | 6  | 8  | 7  | 7  | 6  |
| Erzgebirge Aue    | 3  | 2  | 5  | 5  | 6  | 5  | 7  | 4  | 4  | 4  | 4  | 4  | 5  | 4  | 5  | 7  | 6  | 5  | 6  | 6  | 7  | 8  | 9  | 7  | 8  | 6  | 6  | 7  | 8  | 7  | 9  | 11 | 9  | 7  |
| Bochum            | 16 | 14 | 16 | 17 | 17 | 17 | 17 | 17 | 15 | 16 | 16 | 16 | 16 | 15 | 13 | 14 | 11 | 14 | 14 | 16 | 14 | 15 | 13 | 15 | 15 | 12 | 12 | 10 | 9  | 8  | 6  | 6  | 6  | 8  |
| Greuther Fürth    | 18 | 8  | 6  | 6  | 7  | 4  | 6  | 10 | 12 | 6  | 7  | 5  | 6  | 7  | 11 | 9  | 7  | 8  | 7  | 4  | 5  | 7  | 6  | 5  | 5  | 5  | 8  | 8  | 6  | 12 | 7  | 8  | 8  | 9  |
| Sandhausen        | 8  | 13 | 11 | 4  | 3  | 6  | 5  | 8  | 8  | 11 | 13 | 10 | 8  | 9  | 7  | 8  | 9  | 9  | 8  | 10 | 10 | 11 | 11 | 14 | 13 | 14 | 14 | 14 | 10 | 10 | 10 | 12 | 12 | 10 |
| Holstein Kiel     | 12 | 16 | 12 | 16 | 15 | 16 | 16 | 14 | 16 | 14 | 10 | 12 | 12 | 8  | 6  | 10 | 10 | 10 | 10 | 9  | 6  | 5  | 5  | 8  | 7  | 8  | 7  | 6  | 7  | 9  | 11 | 9  | 11 | 11 |
| Jahn Regensburg   | 2  | 5  | 10 | 13 | 8  | 12 | 14 | 13 | 10 | 5  | 6  | 7  | 7  | 5  | 8  | 6  | 8  | 7  | 5  | 7  | 8  | 6  | 8  | 9  | 10 | 10 | 10 | 11 | 12 | 11 | 12 | 10 | 10 | 12 |
| Osnabrück         | 17 | 9  | 3  | 7  | 4  | 7  | 8  | 11 | 13 | 13 | 15 | 15 | 9  | 11 | 9  | 5  | 5  | 6  | 9  | 8  | 9  | 10 | 10 | 11 | 12 | 13 | 13 | 13 | 14 | 13 | 14 | 14 | 13 | 13 |
| St. Pauli         | 9  | 15 | 17 | 14 | 14 | 10 | 10 | 6  | 5  | 8  | 12 | 9  | 11 | 13 | 15 | 15 | 15 | 11 | 12 | 12 | 15 | 14 | 12 | 10 | 11 | 9  | 11 | 12 | 13 | 14 | 13 | 13 | 14 | 14 |
| Karlsruher        | 4  | 1  | 4  | 8  | 10 | 8  | 9  | 9  | 9  | 10 | 9  | 8  | 10 | 12 | 10 | 11 | 13 | 15 | 15 | 17 | 17 | 16 | 16 | 16 | 17 | 17 | 16 | 16 | 16 | 16 | 15 | 16 | 16 | 15 |
| Núremberg         | 6  | 10 | 15 | 9  | 9  | 11 | 12 | 7  | 6  | 9  | 8  | 11 | 14 | 14 | 16 | 16 | 16 | 16 | 17 | 13 | 13 | 13 | 15 | 13 | 14 | 15 | 15 | 15 | 15 | 15 | 16 | 15 | 15 | 16 |
| Wehen Wiesbaden   | 14 | 17 | 18 | 18 | 18 | 18 | 18 | 18 | 18 | 18 | 18 | 17 | 18 | 18 | 17 | 17 | 17 | 17 | 16 | 15 | 16 | 17 | 17 | 17 | 16 | 16 | 17 | 17 | 17 | 17 | 17 | 17 | 17 | 17 |
| Dinamo Dresde     | 15 | 18 | 14 | 15 | 14 | 13 | 11 | 12 | 14 | 17 | 17 | 18 | 17 | 17 | 18 | 18 | 18 | 18 | 18 | 18 | 18 | 18 | 18 | 18 | 18 | 18 | 18 | 18 | 18 | 18 | 18 | 18 | 18 | 18 |

| 1. 2. 3. |

## Resultados
- Los horarios corresponden al huso horario de Alemania (Hora central europea): UTC+1 en horario estándar y UTC+2 en horario de verano.

### Primera vuelta
| Stuttgart         | 2 - 1 | Hannover 96    | Mercedes-Benz Arena    | 26 de julio | 20:30 |
| Dinamo Dresde     | 0 - 1 | Núremberg      | Rudolf-Harbig-Stadion  | 27 de julio | 13:00 |
| Holstein Kiel     | 1 - 1 | Sandhausen     | Holstein-Stadion       | 27 de julio | 15:30 |
| Osnabrück         | 1 - 3 | Heidenheim     | Bremer Brücke          | 27 de julio | 15:30 |
| Hamburgo          | 1 - 1 | Darmstadt 98   | Volksparkstadion       | 28 de julio | 13:30 |
| Jahn Regensburg   | 3 - 1 | Bochum         | Arena Regensburg       | 28 de julio | 15:30 |
| Greuther Fürth    | 0 - 2 | Erzgebirge Aue | Sportpark Ronhof T. S. | 28 de julio | 15:30 |
| Wehen Wiesbaden   | 1 - 2 | Karlsruher     | BRITA-Arena            | 28 de julio | 15:30 |
| Arminia Bielefeld | 1 - 1 | St. Pauli      | SchücoArena            | 29 de julio | 20:30 |

| Bochum         | 3 - 3 | Arminia Bielefeld | Vonovia Ruhrstadion            | 2 de agosto | 18:30 |
| Sandhausen     | 0 - 1 | Osnabrück         | BWT-Stadion am Hardtwald       | 2 de agosto | 18:30 |
| St. Pauli      | 1 - 3 | Greuther Fürth    | Millerntor-Stadion             | 2 de agosto | 20:30 |
| Karlsruher     | 4 - 2 | Dinamo Dresde     | Wildparkstadion                | 3 de agosto | 13:00 |
| Hannover 96    | 1 - 1 | Jahn Regensburg   | HDI-Arena                      | 3 de agosto | 15:30 |
| Heidenheim     | 2 - 2 | Stuttgart         | Voith-Arena                    | 4 de agosto | 13:30 |
| Darmstadt 98   | 2 - 0 | Holstein Kiel     | Merck-Stadion am Böllenfalltor | 4 de agosto | 15:30 |
| Erzgebirge Aue | 3 - 2 | Wehen Wiesbaden   | Erzgebirgsstadion              | 4 de agosto | 15:30 |
| Núremberg      | 0 - 4 | Hamburgo          | Max-Morlock-Stadion            | 5 de agosto | 20:30 |

| Hamburgo          | 1 - 0 | Bochum          | Volksparstadion          | 16 de agosto | 18:30 |
| Sandhausen        | 3 - 2 | Núremberg       | BWT-Stadion am Hardtwald | 16 de agosto | 18:30 |
| Stuttgart         | 2 - 1 | St. Pauli       | Mercedes-Benz Arena      | 17 de agosto | 13:00 |
| Arminia Bielefeld | 3 - 1 | Erzgebirge Aue  | SchücoArena              | 17 de agosto | 13:00 |
| Wehen Wiesbaden   | 0 - 3 | Hannover 96     | BRITA-Arena              | 17 de agosto | 13:00 |
| Holstein Kiel     | 2 - 1 | Karlsruher      | Holstein-Stadion         | 18 de agosto | 13:30 |
| Dinamo Dresde     | 2 - 1 | Heidenheim      | Rudolf-Harbig-Stadion    | 18 de agosto | 13:30 |
| Greuther Fürth    | 1 - 0 | Jahn Regensburg | Sportpark Ronhof T. S.   | 18 de agosto | 13:30 |
| Osnabrück         | 4 - 0 | Darmstadt 98    | Bremer Brücke            | 19 de agosto | 20:30 |

| Darmstadt 98    | 0 - 0 | Dinamo Dresde     | Merck-Stadion am Böllenfalltor | 23 de agosto | 18:30 |
| Erzgebirge Aue  | 0 - 0 | Stuttgart         | Erzgebirgsstadion              | 23 de agosto | 18:30 |
| Hannover 96     | 1 - 1 | Greuther Fürth    | HDI-Arena                      | 24 de agosto | 13:00 |
| Jahn Regensburg | 1 - 3 | Arminia Bielefeld | Arena Regensburg               | 24 de agosto | 13:00 |
| Bochum          | 3 - 3 | Wehen Wiesbaden   | Vonovia Ruhrstadion            | 24 de agosto | 13:00 |
| Núremberg       | 1 - 0 | Osnabrück         | Max-Morlock-Stadion            | 25 de agosto | 13:30 |
| Heidenheim      | 0 - 2 | Sandhausen        | Voith-Arena                    | 25 de agosto | 13:30 |
| Karlsruher      | 2 - 4 | Hamburgo          | Wildparkstadion                | 25 de agosto | 13:30 |
| St. Pauli       | 2 - 1 | Holstein Kiel     | Millerntor-Stadion             | 26 de agosto | 20:30 |

| Núremberg         | 2 - 2 | Heidenheim      | Max-Morlock-Stadion      | 30 de agosto    | 18:30 |
| Sandhausen        | 1 - 0 | Darmstadt 98    | BWT-Stadion am Hardtwald | 30 de agosto    | 18:30 |
| Arminia Bielefeld | 2 - 2 | Greuther Fürth  | SchücoArena              | 31 de agosto    | 13:00 |
| Dinamo Dresde     | 3 - 3 | St. Pauli       | Rudolf-Harbig-Stadion    | 31 de agosto    | 13:00 |
| Wehen Wiesbaden   | 0 - 5 | Jahn Regensburg | BRITA-Arena              | 31 de agosto    | 13:00 |
| Hamburgo          | 3 - 0 | Hannover 96     | Volksparstadion          | 1 de septiembre | 13:30 |
| Holstein Kiel     | 1 - 1 | Erzgebirge Aue  | Holstein-Stadion         | 1 de septiembre | 13:30 |
| Osnabrück         | 3 - 0 | Karlsruher      | Bremer Brücke            | 1 de septiembre | 13:30 |
| Stuttgart         | 2 - 1 | Bochum          | Mercedes-Benz Arena      | 2 de septiembre | 20:30 |

| Greuther Fürth  | 2 - 1 | Wehen Wiesbaden   | Sportpark Ronhof T. S.         | 13 de septiembre | 18:30 |
| Karlsruher      | 1 - 0 | Sandhausen        | Wildparstadion                 | 13 de septiembre | 18:30 |
| Hannover 96     | 0 - 2 | Arminia Bielefeld | HDI-Arena                      | 14 de septiembre | 13:00 |
| Heidenheim      | 3 - 0 | Holstein Kiel     | Voith-Arena                    | 14 de septiembre | 13:00 |
| Jahn Regensburg | 2 - 3 | Stuttgart         | Arena Regensburg               | 14 de septiembre | 13:00 |
| Darmstadt 98    | 3 - 3 | Núremberg         | Merck-Stadion am Böllenfalltor | 15 de septiembre | 13:30 |
| Bochum          | 2 - 2 | Dinamo Dresde     | Vonovia Ruhrstadion            | 15 de septiembre | 13:30 |
| Erzgebirge Aue  | 1 - 0 | Osnabrück         | Erzgebirgsstadion              | 15 de septiembre | 13:30 |
| St. Pauli       | 2 - 0 | Hamburgo          | Millerntor-Stadion             | 16 de septiembre | 20:30 |

| Heidenheim      | 1 - 0 | Darmstadt 98      | Voith-Arena              | 20 de septiembre | 18:30 |
| Holstein Kiel   | 1 - 2 | Hannover 96       | Holstein-Stadion         | 20 de septiembre | 18:30 |
| Stuttgart       | 2 - 0 | Greuther Fürth    | Mercedes-Benz Arena      | 21 de septiembre | 13:00 |
| Núremberg       | 1 - 1 | Karlsruher        | Max-Morlock-Stadion      | 21 de septiembre | 13:00 |
| Sandhausen      | 1 - 1 | Bochum            | BWT-Stadion am Hardtwald | 21 de septiembre | 13:00 |
| Wehen Wiesbaden | 2 - 5 | Arminia Bielefeld | BRITA-Arena              | 21 de septiembre | 13:00 |
| Hamburgo        | 4 - 0 | Erzgebirge Aue    | Volksparkstadion         | 22 de septiembre | 13:30 |
| Dinamo Dresde   | 2 - 1 | Jahn Regensburg   | Rudolf-Harbig-Stadion    | 22 de septiembre | 13:30 |
| Osnabrück       | 1 - 1 | St. Pauli         | Bremer Brücke            | 22 de septiembre | 13:30 |

| Arminia Bielefeld | 0 - 1 | Stuttgart     | SchücoArena            | 27 de septiembre | 18:30 |
| Wehen Wiesbaden   | 2 - 0 | Osnabrück     | BRITA-Arena            | 27 de septiembre | 18:30 |
| Jahn Regensburg   | 2 - 2 | Hamburgo      | Arena Regensburg       | 28 de septiembre | 13:00 |
| Bochum            | 2 - 2 | Darmstadt 98  | Vonovia Ruhrstadion    | 28 de septiembre | 13:00 |
| Karlsruher        | 1 - 1 | Heidenheim    | Wildparkstadion        | 28 de septiembre | 13:00 |
| St. Pauli         | 2 - 0 | Sandhausen    | Millerntor-Stadion     | 29 de septiembre | 13:30 |
| Greuther Fürth    | 0 - 3 | Holstein Kiel | Sportpark Ronhof T. S. | 29 de septiembre | 13:30 |
| Erzgebirge Aue    | 4 - 1 | Dinamo Dresde | Erzgebirgsstadion      | 29 de septiembre | 13:30 |
| Hannover 96       | 0 - 4 | Núremberg     | HDI-Arena              | 30 de septiembre | 20:30 |

| Stuttgart     | 1 - 2 | Wehen Wiesbaden   | Mercedes-Benz Arena            | 4 de octubre | 18:30 |
| Darmstadt 98  | 1 - 1 | Karlsruher        | Merck-Stadion am Böllenfalltor | 4 de octubre | 18:30 |
| Hamburgo      | 2 - 0 | Greuther Fürth    | Volksparkstadion               | 5 de octubre | 13:00 |
| Dinamo Dresde | 0 - 2 | Hannover 96       | Rudolf-Harbig-Stadion          | 5 de octubre | 13:00 |
| Sandhausen    | 2 - 2 | Erzgebirge Aue    | BWT-Stadion am Hardtwald       | 5 de octubre | 13:00 |
| Núremberg     | 1 - 1 | St. Pauli         | Max-Morlock-Stadion            | 6 de octubre | 13:30 |
| Heidenheim    | 2 - 3 | Bochum            | Voith-Arena                    | 6 de octubre | 13:30 |
| Holstein Kiel | 1 - 2 | Jahn Regensburg   | Holstein-Stadion               | 6 de octubre | 13:30 |
| Osnabrück     | 0 - 1 | Arminia Bielefeld | Bremer Brücke                  | 7 de octubre | 20:30 |

| Greuther Fürth    | 2 - 0 | Dinamo Dresde | Sportpark Ronhof T. S. | 18 de octubre | 18:30 |
| Erzgebirge Aue    | 4 - 3 | Núremberg     | Erzgebirgsstadion      | 18 de octubre | 18:30 |
| Jahn Regensburg   | 1 - 0 | Sandhausen    | Arena Regensburg       | 19 de octubre | 13:00 |
| St. Pauli         | 0 - 1 | Darmstadt 98  | Millerntor-Stadion     | 19 de octubre | 13:00 |
| Wehen Wiesbaden   | 0 - 0 | Heidenheim    | BRITA-Arena            | 19 de octubre | 13:00 |
| Stuttgart         | 0 - 1 | Holstein Kiel | Mercedes-Benz Arena    | 20 de octubre | 13:30 |
| Hannover 96       | 0 - 0 | Osnabrück     | HDI-Arena              | 20 de octubre | 13:30 |
| Bochum            | 3 - 3 | Karlsruher    | Vonovia Ruhrstadion    | 20 de octubre | 13:30 |
| Arminia Bielefeld | 1 - 1 | Hamburgo      | SchücoArena            | 21 de octubre | 20:30 |

| Holstein Kiel | 2 - 1 | Bochum            | Holstein-Stadion               | 25 de octubre | 18:30 |
| Darmstadt 98  | 1 - 0 | Erzgebirge Aue    | Merck-Stadion am Böllenfalltor | 25 de octubre | 18:30 |
| Hamburgo      | 6 - 2 | Stuttgart         | Volksparkstadion               | 26 de octubre | 13:00 |
| Dinamo Dresde | 0 - 1 | Arminia Bielefeld | Rudolf-Harbig-Stadion          | 26 de octubre | 13:00 |
| Karlsruher    | 3 - 3 | Hannover 96       | Wildparkstadion                | 26 de octubre | 13:00 |
| Núremberg     | 1 - 1 | Jahn Regensburg   | Max-Morlock-Stadion            | 27 de octubre | 13:30 |
| Heidenheim    | 1 - 0 | St. Pauli         | Voith-Arena                    | 27 de octubre | 13:30 |
| Osnabrück     | 0 - 0 | Greuther Fürth    | Bremer Brücke                  | 27 de octubre | 13:30 |
| Sandhausen    | 0 - 0 | Wehen Wiesbaden   | BWT-Stadion am Hardtwald       | 28 de octubre | 20:30 |

| Hannover 96       | 1 - 1 | Sandhausen    | HDI-Arena              | 1 de noviembre | 18:30 |
| Jahn Regensburg   | 3 - 3 | Osnabrück     | Arena Regensburg       | 1 de noviembre | 18:30 |
| St. Pauli         | 2 - 2 | Karlsruher    | Millerntor-Stadion     | 2 de noviembre | 13:00 |
| Greuther Fürth    | 3 - 1 | Darmstadt 98  | Sportpark Ronhof T. S. | 2 de noviembre | 13:00 |
| Erzgebirge Aue    | 1 - 1 | Heidenheim    | Erzgebirgsstadion      | 2 de noviembre | 13:00 |
| Stuttgart         | 3 - 1 | Dinamo Dresde | Mercedes-Benz Arena    | 3 de noviembre | 13:30 |
| Arminia Bielefeld | 2 - 1 | Holstein Kiel | SchücoArena            | 3 de noviembre | 13:30 |
| Wehen Wiesbaden   | 1 - 1 | Hamburgo      | BRITA-Arena            | 3 de noviembre | 13:30 |
| Bochum            | 3 - 1 | Núremberg     | Vonovia Ruhrstadion    | 4 de noviembre | 20:30 |

| St. Pauli     | 1 - 1 | Bochum            | Millerntor-Stadion             | 8 de noviembre  | 18:30 |
| Dinamo Dresde | 1 - 0 | Wehen Wiesbaden   | Rudolf-Harbig-Stadion          | 8 de noviembre  | 18:30 |
| Holstein Kiel | 1 - 1 | Hamburgo          | Holstein-Stadion               | 9 de noviembre  | 13:00 |
| Sandhausen    | 3 - 2 | Greuther Fürth    | BWT-Stadion am Hardtwald       | 9 de noviembre  | 13:00 |
| Osnabrück     | 1 - 0 | Stuttgart         | Bremer Brücke                  | 9 de noviembre  | 13:00 |
| Núremberg     | 1 - 5 | Arminia Bielefeld | Max-Morlock-Stadion            | 10 de noviembre | 13:30 |
| Heidenheim    | 4 - 0 | Hannover 96       | Voith-Arena                    | 10 de noviembre | 13:30 |
| Darmstadt 98  | 2 - 2 | Jahn Regensburg   | Merck-Stadion am Böllenfalltor | 10 de noviembre | 13:30 |
| Karlsruher    | 1 - 1 | Erzgebirge Aue    | Wildparkstadion                | 11 de noviembre | 20:30 |

| Bochum            | 1 - 1 | Osnabrück     | Vonovia Ruhrstadion    | 22 de noviembre | 18:30 |
| Erzgebirge Aue    | 3 - 1 | St. Pauli     | Erzgebirgsstadion      | 22 de noviembre | 18:30 |
| Hamburgo          | 2 - 1 | Dinamo Dresde | Volksparkstadion       | 23 de noviembre | 13:00 |
| Arminia Bielefeld | 1 - 1 | Sandhausen    | SchücoArena            | 23 de noviembre | 13:00 |
| Wehen Wiesbaden   | 3 - 6 | Holstein Kiel | BRITA-Arena            | 23 de noviembre | 13:00 |
| Stuttgart         | 3 - 0 | Karlsruher    | Mercedes-Benz Arena    | 24 de noviembre | 13:30 |
| Jahn Regensburg   | 3 - 1 | Heidenheim    | Arena Regensburg       | 24 de noviembre | 13:30 |
| Greuther Fürth    | 0 - 0 | Núremberg     | Sportpark Ronhof T. S. | 24 de noviembre | 13:30 |
| Hannover 96       | 1 - 2 | Darmstadt 98  | HDI-Arena              | 25 de noviembre | 20:30 |

| Osnabrück     | 2 - 1 | Hamburgo          | Bremer Brücke                  | 29 de noviembre | 18:30 |
| Karlsruher    | 4 - 1 | Jahn Regensburg   | Wildparkstadion                | 29 de noviembre | 18:30 |
| Núremberg     | 0 - 2 | Wehen Wiesbaden   | Max-Morlock-Stadion            | 30 de noviembre | 13:00 |
| St. Pauli     | 0 - 1 | Hannover 96       | Millerntor-Stadion             | 30 de noviembre | 13:00 |
| Bochum        | 2 - 0 | Erzgebirge Aue    | Vonovia Ruhrstadion            | 30 de noviembre | 13:00 |
| Dinamo Dresde | 1 - 2 | Holstein Kiel     | Rudolf-Harbig-Stadion          | 30 de noviembre | 13:00 |
| Heidenheim    | 1 - 0 | Greuther Fürth    | Voith-Arena                    | 1 de diciembre  | 13:30 |
| Darmstadt 98  | 1 - 3 | Arminia Bielefeld | Merck-Stadion am Böllenfalltor | 1 de diciembre  | 13:30 |
| Sandhausen    | 2 - 1 | Stuttgart         | BWT-Stadion am Hardtwald       | 1 de diciembre  | 13:30 |

| Hamburgo          | 0 - 1 | Heidenheim     | Volksparkstadion       | 6 de diciembre | 18:30 |
| Arminia Bielefeld | 2 - 2 | Karlsruher     | SchücoArena            | 6 de diciembre | 18:30 |
| Hannover 96       | 3 - 2 | Erzgebirge Aue | HDI-Arena              | 7 de diciembre | 13:00 |
| Holstein Kiel     | 2 - 4 | Osnabrück      | Holstein-Stadion       | 7 de diciembre | 13:00 |
| Greuther Fürth    | 3 - 1 | Bochum         | Sportpark Ronhof T. S. | 7 de diciembre | 13:00 |
| Jahn Regensburg   | 1 - 0 | St. Pauli      | Arena Regensburg       | 8 de diciembre | 13:30 |
| Dinamo Dresde     | 1 - 1 | Sandhausen     | Rudolf-Harbig-Stadion  | 8 de diciembre | 13:30 |
| Wehen Wiesbaden   | 0 - 0 | Darmstadt 98   | BRITA-Arena            | 8 de diciembre | 13:30 |
| Stuttgart         | 3 - 1 | Núremberg      | Mercedes-Benz Arena    | 9 de diciembre | 20:30 |

| Bochum         | 2 - 1 | Hannover 96       | Vonovia Ruhrstadion            | 13 de diciembre | 18:30 |
| Erzgebirge Aue | 1 - 0 | Jahn Regensburg   | Erzgebirgsstadion              | 13 de diciembre | 18:30 |
| Heidenheim     | 0 - 0 | Arminia Bielefeld | Voith-Arena                    | 14 de diciembre | 13:00 |
| St. Pauli      | 3 - 1 | Wehen Wiesbaden   | Millerntor-Stadion             | 14 de diciembre | 13:00 |
| Karlsruher     | 1 - 5 | Greuther Fürth    | Wildparkstadion                | 14 de diciembre | 13:00 |
| Núremberg      | 2 - 2 | Holstein Kiel     | Max-Morlock-Stadion            | 15 de diciembre | 13:30 |
| Sandhausen     | 1 - 1 | Hamburgo          | BWT-Stadion am Hardtwald       | 15 de diciembre | 13:30 |
| Osnabrück      | 3 - 0 | Dinamo Dresde     | Bremer Brücke                  | 15 de diciembre | 13:30 |
| Darmstadt 98   | 1 - 1 | Stuttgart         | Merck-Stadion am Böllenfalltor | 16 de diciembre | 20:30 |

### Segunda vuelta
| Núremberg      | 2 - 0 | Dinamo Dresde     | Max-Morlock-Stadion            | 20 de diciembre | 18:30 |
| Karlsruher     | 0 - 1 | Wehen Wiesbaden   | BRITA-Arena                    | 20 de diciembre | 18:30 |
| Hannover 96    | 2 - 2 | Stuttgart         | HDI-Arena                      | 21 de diciembre | 13:00 |
| St. Pauli      | 3 - 0 | Arminia Bielefeld | Millerntor-Stadion             | 21 de diciembre | 13:00 |
| Darmstadt 98   | 2 - 2 | Hamburgo          | Merck-Stadion am Böllenfalltor | 21 de diciembre | 13:00 |
| Erzgebirge Aue | 3 - 1 | Greuther Fürth    | Erzgebirgsstadion              | 21 de diciembre | 13:00 |
| Heidenheim     | 3 - 1 | Osnabrück         | Voith-Arena                    | 22 de diciembre | 13:30 |
| Bochum         | 2 - 3 | Jahn Regensburg   | Vonovia Ruhrstadion            | 22 de diciembre | 13:30 |
| Sandhausen     | 2 - 2 | Holstein Kiel     | BWT-Stadion am Hardtwald       | 22 de diciembre | 13:30 |

| Arminia Bielefeld | 2 - 0 | Bochum         | SchücoArena            | 28 de enero | 18:30 |
| Jahn Regensburg   | 1 - 0 | Hannover 96    | Arena Regensburg       | 28 de enero | 20:30 |
| Greuther Fürth    | 3 - 0 | St. Pauli      | Sportpark Ronhof T. S. | 28 de enero | 20:30 |
| Wehen Wiesbaden   | 1 - 0 | Erzgebirge Aue | BRITA-Arena            | 28 de enero | 20:30 |
| Stuttgart         | 3 - 0 | Heidenheim     | Mercedes-Benz Arena    | 29 de enero | 18:30 |
| Holstein Kiel     | 1 - 1 | Darmstadt 98   | Holstein-Stadion       | 29 de enero | 20:30 |
| Dinamo Dresde     | 1 - 0 | Karlsruher     | Rudolf-Harbig-Stadion  | 29 de enero | 20:30 |
| Osnabrück         | 1 - 3 | Sandhausen     | Bremer Brücke          | 29 de enero | 20:30 |
| Hamburgo          | 4 - 1 | Núremberg      | Volksparkstadion       | 30 de enero | 20:30 |

| Jahn Regensburg | 0 - 2 | Greuther Fürth    | Arena Regensburg               | 31 de enero  | 18:30 |
| Erzgebirge Aue  | 0 - 0 | Arminia Bielefeld | Erzgebirgsstadion              | 31 de enero  | 18:30 |
| Hannover 96     | 2 - 2 | Wehen Wiesbaden   | HDI-Arena                      | 1 de febrero | 13:00 |
| St. Pauli       | 1 - 1 | Stuttgart         | Millerntor-Stadion             | 1 de febrero | 13:00 |
| Karlsruher      | 0 - 2 | Holstein Kiel     | Wildparkstadion                | 1 de febrero | 13:00 |
| Núremberg       | 2 - 0 | Sandhausen        | Max-Morlock-Stadion            | 2 de febrero | 13:30 |
| Heidenheim      | 0 - 0 | Dinamo Dresde     | Voith-Arena                    | 2 de febrero | 13:30 |
| Darmstadt 98    | 2 - 2 | Osnabrück         | Merck-Stadion am Böllenfalltor | 2 de febrero | 13:30 |
| Bochum          | 1 - 3 | Hamburgo          | Vonovia Ruhrstadion            | 3 de febrero | 20:30 |

| Dinamo Dresde     | 2 - 3 | Darmstadt 98    | Rudolf-Harbig-Stadion    | 7 de febrero  | 18:30 |
| Sandhausen        | 0 - 1 | Heidenheim      | BWT-Stadion am Hardtwald | 7 de febrero  | 18:30 |
| Stuttgart         | 3 - 0 | Erzgebirge Aue  | Mercedes-Benz Arena      | 8 de febrero  | 13:00 |
| Hamburgo          | 2 - 0 | Karlsruher      | Volksparkstadion         | 8 de febrero  | 13:00 |
| Osnabrück         | 0 - 1 | Núremberg       | Bremer Brücke            | 8 de febrero  | 13:00 |
| Arminia Bielefeld | 6 - 0 | Jahn Regensburg | SchücoArena              | 9 de febrero  | 13:30 |
| Greuther Fürth    | 1 - 3 | Hannover 96     | Sportpark Ronhof T. S.   | 9 de febrero  | 13:30 |
| Wehen Wiesbaden   | 0 - 1 | Bochum          | BRITA-Arena              | 9 de febrero  | 13:30 |
| Holstein Kiel     | 2 - 1 | St. Pauli       | Holstein-Stadion         | 10 de febrero | 20:30 |

| Heidenheim      | 2 - 2 | Núremberg         | Voith-Arena                    | 14 de febrero | 18:30 |
| St. Pauli       | 0 - 0 | Dinamo Dresde     | Millerntor-Stadion             | 14 de febrero | 18:30 |
| Hannover 96     | 1 - 1 | Hamburgo          | HDI-Arena                      | 15 de febrero | 13:00 |
| Jahn Regensburg | 1 - 0 | Wehen Wiesbaden   | Arena Regensburg               | 15 de febrero | 13:00 |
| Greuther Fürth  | 2 - 4 | Arminia Bielefeld | Sportpark Ronhof T. S.         | 15 de febrero | 13:00 |
| Darmstadt 98    | 1 - 0 | Sandhausen        | Merck-Stadion am Böllenfalltor | 16 de febrero | 13:30 |
| Erzgebirge Aue  | 1 - 2 | Holstein Kiel     | Erzgebirgsstadion              | 16 de febrero | 13:30 |
| Karlsruher      | 1 - 1 | Osnabrück         | Wildparkstadion                | 16 de febrero | 13:30 |
| Bochum          | 0 - 1 | Stuttgart         | Vonovia Ruhrstadion            | 17 de febrero | 20:30 |

| Osnabrück         | 0 - 0 | Erzgebirge Aue  | Bremer Brücke            | 21 de febrero | 18:30 |
| Wehen Wiesbaden   | 1 - 1 | Greuther Fürth  | BRITA-Arena              | 21 de febrero | 18:30 |
| Stuttgart         | 2 - 0 | Jahn Regensburg | Mercedes-Benz Arena      | 22 de febrero | 13:00 |
| Hamburgo          | 0 - 2 | St. Pauli       | Volksparkstadion         | 22 de febrero | 13:00 |
| Holstein Kiel     | 0 - 1 | Heidenheim      | Holstein-Stadion         | 22 de febrero | 13:00 |
| Dinamo Dresde     | 1 - 2 | Bochum          | Rudolf-Harbig-Stadion    | 22 de febrero | 13:00 |
| Núremberg         | 1 - 2 | Darmstadt 98    | Max-Morlock-Stadion      | 23 de febrero | 13:30 |
| Arminia Bielefeld | 1 - 0 | Hannover 96     | SchücoArena              | 23 de febrero | 13:30 |
| Sandhausen        | 0 - 2 | Karlsruher      | BWT-Stadion am Hardtwald | 23 de febrero | 13:30 |

| Jahn Regensburg   | 1 - 2 | Dinamo Dresde   | Arena Regensburg               | 28 de febrero | 18:30 |
| Karlsruher        | 0 - 1 | Núremberg       | Wildparkstadion                | 28 de febrero | 18:30 |
| Darmstadt 98      | 2 - 0 | Heidenheim      | Merck-Stadion am Böllenfalltor | 29 de febrero | 13:00 |
| Greuther Fürth    | 2 - 0 | Stuttgart       | Sportpark Ronhof T. S.         | 29 de febrero | 13:00 |
| Erzgebirge Aue    | 3 - 0 | Hamburgo        | Erzgebirgsstadion              | 29 de febrero | 13:00 |
| Arminia Bielefeld | 1 - 0 | Wehen Wiesbaden | SchücoArena                    | 1 de marzo    | 13:30 |
| St. Pauli         | 3 - 1 | Osnabrück       | Millerntor-Stadion             | 1 de marzo    | 13:30 |
| Bochum            | 4 - 4 | Sandhausen      | Vonovia Ruhrstadion            | 1 de marzo    | 13:30 |
| Hannover 96       | 3 - 1 | Holstein Kiel   | HDI-Arena                      | 2 de marzo    | 20:30 |

| Núremberg     | 0 - 3 | Hannover 96       | Max-Morlock-Stadion            | 6 de marzo | 18:30 |
| Osnabrück     | 2 - 6 | Wehen Wiesbaden   | Bremer Brücke                  | 6 de marzo | 18:30 |
| Hamburgo      | 2 - 1 | Jahn Regensburg   | Volksparkstadion               | 7 de marzo | 13:00 |
| Heidenheim    | 3 - 1 | Karlsruher        | Voith-Arena                    | 7 de marzo | 13:00 |
| Darmstadt 98  | 0 - 0 | Bochum            | Merck-Stadion am Böllenfalltor | 7 de marzo | 13:00 |
| Holstein Kiel | 1 - 1 | Greuther Fürth    | Holstein-Stadion               | 8 de marzo | 13:30 |
| Dinamo Dresde | 2 - 1 | Erzgebirge Aue    | Rudolf-Harbig-Stadion          | 8 de marzo | 13:30 |
| Sandhausen    | 2 - 2 | St. Pauli         | BWT-Stadion am Hardtwald       | 8 de marzo | 13:30 |
| Stuttgart     | 1 - 1 | Arminia Bielefeld | Mercedes-Benz Arena            | 9 de marzo | 20:30 |

| Jahn Regensburg   | 2 - 2 | Holstein Kiel | Arena Regensburg       | 16 de mayo | 13:00 |
| Bochum            | 3 - 0 | Heidenheim    | Vonovia Ruhrstadion    | 16 de mayo | 13:00 |
| Erzgebirge Aue    | 3 - 1 | Sandhausen    | Erzgebirgsstadion      | 16 de mayo | 13:00 |
| Karlsruher        | 2 - 0 | Darmstadt 98  | Wildparkstadion        | 16 de mayo | 13:00 |
| Arminia Bielefeld | 1 - 1 | Osnabrück     | SchücoArena            | 17 de mayo | 13:30 |
| Greuther Fürth    | 2 - 2 | Hamburgo      | Sportpark Ronhof T. S. | 17 de mayo | 13:30 |
| St. Pauli         | 1 - 0 | Núremberg     | Millerntor-Stadion     | 17 de mayo | 13:30 |
| Wehen Wiesbaden   | 2 - 1 | Stuttgart     | BRITA-Arena            | 17 de mayo | 13:30 |
| Hannover 96       | 3 - 0 | Dinamo Dresde | HDI-Arena              | 3 de junio | 18:30 |

| Núremberg     | 1 - 1 | Erzgebirge Aue    | Max-Morlock-Stadion            | 22 de mayo | 18:30 |
| Heidenheim    | 1 - 0 | Wehen Wiesbaden   | Voith-Arena                    | 22 de mayo | 18:30 |
| Sandhausen    | 0 - 0 | Jahn Regensburg   | BWT-Stadion am Hardtwald       | 23 de mayo | 13:00 |
| Osnabrück     | 2 - 4 | Hannover 96       | Bremer Brücke                  | 23 de mayo | 13:00 |
| Darmstadt 98  | 4 - 0 | St. Pauli         | Merck-Stadion am Böllenfalltor | 23 de mayo | 13:00 |
| Karlsruher    | 0 - 0 | Bochum            | Wildparkstadion                | 24 de mayo | 13:30 |
| Hamburgo      | 0 - 0 | Arminia Bielefeld | Volksparkstadion               | 24 de mayo | 13:30 |
| Holstein Kiel | 3 - 2 | Stuttgart         | Holstein-Stadion               | 24 de mayo | 13:30 |
| Dinamo Dresde | 1 - 1 | Greuther Fürth    | Rudolf-Harbig-Stadion          | 9 de junio | 18:30 |

| Jahn Regensburg   | 2 - 2 | Núremberg     | Arena Regensburg       | 26 de mayo  | 18:30 |
| Greuther Fürth    | 0 - 2 | Osnabrück     | Sportpark Ronhof T. S. | 26 de mayo  | 18:30 |
| Erzgebirge Aue    | 1 - 3 | Darmstadt 98  | Erzgebirgsstadion      | 26 de mayo  | 18:30 |
| Wehen Wiesbaden   | 0 - 1 | Sandhausen    | BRITA-Arena            | 26 de mayo  | 18:30 |
| Hannover 96       | 1 - 1 | Karlsruher    | HDI-Arena              | 27 de mayo  | 18:30 |
| St. Pauli         | 0 - 0 | Heidenheim    | Millerntor-Stadion     | 27 de mayo  | 18:30 |
| Bochum            | 2 - 1 | Holstein Kiel | Vonovia Ruhrstadion    | 27 de mayo  | 18:30 |
| Stuttgart         | 3 - 2 | Hamburgo      | Mercedes-Benz Arena    | 28 de mayo  | 20:30 |
| Arminia Bielefeld | 4 - 0 | Dinamo Dresde | SchücoArena            | 15 de junio | 20:30 |

| Darmstadt 98  | 1 - 1 | Greuther Fürth    | Merck-Stadion am Böllenfalltor | 29 de mayo | 18:30 |
| Osnabrück     | 2 - 2 | Jahn Regensburg   | Bremer Brücke                  | 29 de mayo | 18:30 |
| Núremberg     | 0 - 0 | Bochum            | Max-Morlock-Stadion            | 30 de mayo | 13:00 |
| Holstein Kiel | 1 - 2 | Arminia Bielefeld | Holstein-Stadion               | 30 de mayo | 13:00 |
| Sandhausen    | 3 - 1 | Hannover 96       | BWT-Stadion am Hardtwald       | 30 de mayo | 13:00 |
| Karlsruher    | 1 - 1 | St. Pauli         | Wildparkstadion                | 30 de mayo | 13:00 |
| Hamburgo      | 3 - 2 | Wehen Wiesbaden   | Volksparkstadion               | 31 de mayo | 13:30 |
| Heidenheim    | 3 - 0 | Erzgebirge Aue    | Voith-Arena                    | 31 de mayo | 13:30 |
| Dinamo Dresde | 0 - 2 | Stuttgart         | Rudolf-Harbig-Stadion          | 31 de mayo | 13:30 |

| Bochum            | 2 - 0 | St. Pauli     | Vonovia Ruhrstadion    | 5 de junio | 18:30 |
| Greuther Fürth    | 1 - 2 | Sandhausen    | Sportpark Ronhof T. S. | 5 de junio | 18:30 |
| Arminia Bielefeld | 1 - 1 | Núremberg     | SchücoArena            | 6 de junio | 13:00 |
| Jahn Regensburg   | 3 - 0 | Darmstadt 98  | Arena Regensburg       | 6 de junio | 13:00 |
| Wehen Wiesbaden   | 2 - 3 | Dinamo Dresde | BRITA-Arena            | 6 de junio | 13:00 |
| Stuttgart         | 0 - 0 | Osnabrück     | Mercedes-Benz Arena    | 7 de junio | 13:30 |
| Hannover 96       | 2 - 1 | Heidenheim    | HDI-Arena              | 7 de junio | 13:30 |
| Erzgebirge Aue    | 1 - 0 | Karlsruher    | Erzgebirgsstadion      | 7 de junio | 13:30 |
| Hamburgo          | 3 - 3 | Holstein Kiel | Volksparkstadion       | 8 de junio | 20:30 |

| Dinamo Dresde | 0 - 1 | Hamburgo          | Rudolf-Harbig-Stadion          | 12 de junio | 18:30 |
| Sandhausen    | 0 - 0 | Arminia Bielefeld | BWT-Stadion am Hardtwald       | 12 de junio | 18:30 |
| Núremberg     | 0 - 1 | Greuther Fürth    | Max-Morlock-Stadion            | 13 de junio | 13:00 |
| Heidenheim    | 4 - 1 | Jahn Regensburg   | Voith-Arena                    | 13 de junio | 13:00 |
| Holstein Kiel | 1 - 2 | Wehen Wiesbaden   | Holstein-Stadion               | 13 de junio | 13:00 |
| Osnabrück     | 0 - 2 | Bochum            | Bremer Brücke                  | 13 de junio | 13:00 |
| St. Pauli     | 2 - 1 | Erzgebirge Aue    | Millerntor-Stadion             | 14 de junio | 13:30 |
| Darmstadt 98  | 3 - 2 | Hannover 96       | Merck-Stadion am Böllenfalltor | 14 de junio | 13:30 |
| Karlsruher    | 2 - 1 | Stuttgart         | Wildparkstadion                | 14 de junio | 13:30 |

| Hamburgo              | 1 - 1 | Osnabrück     | Volksparkstadion       | 16 de junio | 18:30 |
| Greuther Fürth        | 0 - 0 | Heidenheim    | Sportpark Ronhof T. S. | 16 de junio | 18:30 |
| Wehen Wiesbaden       | 0 - 6 | Núremberg     | BRITA-Arena            | 16 de junio | 18:30 |
| Stuttgart             | 5 - 1 | Sandhausen    | Mercedes-Benz Arena    | 17 de junio | 18:30 |
| Hannover 96           | 4 - 0 | St. Pauli     | HDI-Arena              | 17 de junio | 18:30 |
| Jahn Regensburg       | 2 - 1 | Karlsruher    | Arena Regensburg       | 17 de junio | 18:30 |
| Erzgebirge Aue        | 1 - 2 | Bochum        | Erzgebirgsstadion      | 17 de junio | 18:30 |
| Holstein Kiel         | 2 - 0 | Dinamo Dresde | Holstein-Stadion       | 18 de junio | 18:30 |
| Arminia Bielefeld (C) | 1 - 0 | Darmstadt 98  | SchücoArena            | 18 de junio | 20:30 |

| Núremberg      | 0 - 6 | Stuttgart         | Max-Morlock-Stadion            | 21 de junio | 15:30 |
| Heidenheim     | 2 - 1 | Hamburgo          | Voith-Arena                    | 21 de junio | 15:30 |
| St. Pauli      | 1 - 1 | Jahn Regensburg   | Millerntor-Stadion             | 21 de junio | 15:30 |
| Darmstadt 98   | 3 - 1 | Wehen Wiesbaden   | Merck-Stadion am Böllenfalltor | 21 de junio | 15:30 |
| Bochum         | 2 - 2 | Greuther Fürth    | Vonovia Ruhrstadion            | 21 de junio | 15:30 |
| Erzgebirge Aue | 2 - 1 | Hannover 96       | Erzgebirgsstadion              | 21 de junio | 15:30 |
| Sandhausen     | 0 - 1 | Dinamo Dresde     | BWT-Stadion am Hardtwald       | 21 de junio | 15:30 |
| Osnabrück      | 4 - 1 | Holstein Kiel     | Bremer Brücke                  | 21 de junio | 15:30 |
| Karlsruher     | 3 - 3 | Arminia Bielefeld | Wildparkstadion                | 21 de junio | 15:30 |

| Stuttgart         | 1 - 3 | Darmstadt 98   | Mercedes-Benz Arena    | 28 de junio | 15:30 |
| Hannover 96       | 2 - 0 | Bochum         | HDI-Arena              | 28 de junio | 15:30 |
| Hamburgo          | 1 - 5 | Sandhausen     | Volksparkstadion       | 28 de junio | 15:30 |
| Holstein Kiel     | 1 - 1 | Núremberg      | Holstein-Stadion       | 28 de junio | 15:30 |
| Arminia Bielefeld | 3 - 0 | Heidenheim     | SchücoArena            | 28 de junio | 15:30 |
| Jahn Regensburg   | 1 - 2 | Erzgebirge Aue | Arena Regensburg       | 28 de junio | 15:30 |
| Dinamo Dresde     | 2 - 2 | Osnabrück      | Rudolf-Harbig-Stadion  | 28 de junio | 15:30 |
| Greuther Fürth    | 1 - 2 | Karlsruher     | Sportpark Ronhof T. S. | 28 de junio | 15:30 |
| Wehen Wiesbaden   | 5 - 3 | St. Pauli      | BRITA-Arena            | 28 de junio | 15:30 |

### Campeón
|                                                          |
|                                                          |
| Arminia Bielefeld 4.° título Ascendió a la 1. Bundesliga |
| También ascendió VfB Stuttgart como subcampeón.          |

## Play-offs de promoción
Los horarios corresponden al huso horario de Alemania (Hora central europea): UTC+2 en horario de verano.

### Ascenso
- Werder Bremen empató en el resultado global con un marcador de 2–2 y gracias a la regla del gol de visitante logró la permanencia en la 1. Bundesliga para la siguiente temporada.

### Descenso
- Núremberg empató en el resultado global con un marcador de 3–3 y gracias a la regla del gol de visitante logró la permanencia en la 2. Bundesliga para la siguiente temporada.

## Estadísticas
| Jugador          | Equipo            | Goles | Partidos | Promedio |
| ---------------- | ----------------- | ----- | -------- | -------- |
| Fabian Klos      | Arminia Bielefeld | 21    | 33       | 0.64     |
| Manuel Schäffler | Wehen Wiesbaden   | 19    | 32       | 0.59     |
| Philipp Hofmann  | Karlsruher        | 17    | 33       | 0.52     |
| Serdar Dursun    | Darmstadt 98      | 16    | 34       | 0.47     |
| Marvin Ducksch   | Hannover 96       | 15    | 28       | 0.54     |
| Nicolás González | Stuttgart         | 14    | 27       | 0.52     |
| Tim Kleindienst  | Heidenheim        | 14    | 27       | 0.52     |
| Kevin Behrens    | Sandhausen        | 14    | 32       | 0.44     |
| Silvère Ganvoula | Bochum            | 13    | 28       | 0.46     |
| Marcos Álvarez   | Osnabrück         | 13    | 29       | 0.45     |

| Jugador           | Equipo            | Asistencias | Partidos | Promedio |
| ----------------- | ----------------- | ----------- | -------- | -------- |
| Marcel Hartel     | Arminia Bielefeld | 11          | 33       | 0.33     |
| Tim Leibold       | Hamburgo          | 11          | 34       | 0.32     |
| Marvin Wanitzek   | Karlsruher        | 11          | 34       | 0.32     |
| Johannes Geis     | Núremberg         | 10          | 29       | 0.34     |
| Stefan Aigner     | Wehen Wiesbaden   | 8           | 23       | 0.35     |
| Danny Blum        | Bochum            | 8           | 26       | 0.31     |
| Mats Møller Dæhli | San Pauli         | 7           | 16       | 0.44     |
| Marc Lorenz       | Karlsruher        | 7           | 29       | 0.31     |
| Florian Krüger    | Erzgebirge Aue    | 7           | 32       | 0.22     |
| Fabian Klos       | Arminia Bielefeld | 7           | 33       | 0.21     |

| Jugador         | Equipo            | Amonestaciones | Partidos |
| --------------- | ----------------- | -------------- | -------- |
| Waldemar Anton  | Hannover 96       | 12             | 30       |
| Patrick Ebert   | Dinamo Dresde     | 12             | 21       |
| Benedikt Saller | Jahn Ratisbona    | 12             | 28       |
| Benedikt Gimber | Jahn Ratisbona    | 11             | 22       |
| Paul Seguin     | Greuther Fürth    | 10             | 32       |
| Manuel Prietl   | Arminia Bielefeld | 10             | 31       |

| Jugador           | Equipo         | Expulsiones | Partidos |
| ----------------- | -------------- | ----------- | -------- |
| Guðlaugur Pálsson | Darmstadt 98   | 3           | 32       |
| Calogero Rizzuto  | Erzgebirge Aue | 2           | 28       |
| Jonas Meffert     | Holstein Kiel  | 2           | 26       |
| Asger Sørensen    | Núremberg      | 2           | 24       |